# Anders Gunnarsson
Anders Gunnarsson, född 24 januari 1974, är en svensk före detta bandyspelare som 2010 avslutade karriären i Falu BS. Han har även representerat moderklubben Edsbyns IF, Vetlanda BK och IFK Motala Bandy.

## Klubbar
- Edsbyns IF 1993-2001
- Vetlanda BK 2001-2003
- IFK Motala 2003-2005
- Falu BS 2005-2010